# أصحاب الجنة
أصحاب الجنة يشبه القرآن الكريم واقع المترفين في قصة أصحاب الجنة، لأنهم كهؤلاء افتتنوا بزينة الحياة الدنيا فاتبعوا الأهواء وخالفوا الحق واستكبروا على المحرومين، لولا أنهم بعد طائف من الله عليها اكتشفوا خطاهم وبادروا إلى التوبة خشية العذاب الأكبر في الآخرة، وقد ذكر بعض السلف أن هؤلاء كانوا من أهل اليمن، قال سعيد بن جبير: كانوا من قرية يقال لها ضروان على بُعد ستة أميال من صنعاء، وقيل: كانوا من أهل الحبشة

## ذكرهم في القران
ذكر الله قصة أصحاب الجنة في سورة القلم: ﴿إِنَّا بَلَوْنَاهُمْ كَمَا بَلَوْنَا أَصْحَابَ الْجَنَّةِ إِذْ أَقْسَمُوا لَيَصْرِمُنَّهَا مُصْبِحِينَ ۝١٧ وَلَا يَسْتَثْنُونَ ۝١٨ فَطَافَ عَلَيْهَا طَائِفٌ مِنْ رَبِّكَ وَهُمْ نَائِمُونَ ۝١٩ فَأَصْبَحَتْ كَالصَّرِيمِ ۝٢٠ فَتَنَادَوْا مُصْبِحِينَ ۝٢١ أَنِ اغْدُوا عَلَى حَرْثِكُمْ إِنْ كُنْتُمْ صَارِمِينَ ۝٢٢ فَانْطَلَقُوا وَهُمْ يَتَخَافَتُونَ ۝٢٣ أَنْ لَا يَدْخُلَنَّهَا الْيَوْمَ عَلَيْكُمْ مِسْكِينٌ ۝٢٤ وَغَدَوْا عَلَى حَرْدٍ قَادِرِينَ ۝٢٥ فَلَمَّا رَأَوْهَا قَالُوا إِنَّا لَضَالُّونَ ۝٢٦ بَلْ نَحْنُ مَحْرُومُونَ ۝٢٧ قَالَ أَوْسَطُهُمْ أَلَمْ أَقُلْ لَكُمْ لَوْلَا تُسَبِّحُونَ ۝٢٨ قَالُوا سُبْحَانَ رَبِّنَا إِنَّا كُنَّا ظَالِمِينَ ۝٢٩ فَأَقْبَلَ بَعْضُهُمْ عَلَى بَعْضٍ يَتَلَاوَمُونَ ۝٣٠ قَالُوا يَا وَيْلَنَا إِنَّا كُنَّا طَاغِينَ ۝٣١ عَسَى رَبُّنَا أَنْ يُبْدِلَنَا خَيْرًا مِنْهَا إِنَّا إِلَى رَبِّنَا رَاغِبُونَ ۝٣٢ كَذَلِكَ الْعَذَابُ وَلَعَذَابُ الْآخِرَةِ أَكْبَرُ لَوْ كَانُوا يَعْلَمُونَ ۝٣٣﴾ 

## القصة
- عن عكرمة البربري، في قوله: ﴿لا يَدْخُلَنَّهَا الْيَوْمَ عَلَيْكُمْ مِسْكِينٌ﴾ قال: «هم ناس من الحبشة كانت لأبيهم جنة كان يطعم المساكين منها، فلما مات أبوهم، قال بنوه: والله إن كان أبونا لأحمق حين يُطعم المساكين، فاقسموا ليصرمنها مصبحين، ولا يستثنون، ولا يطعمون مسكينا.»
- عن قتادة بن دعامة، في قوله: ﴿لَيَصْرِمُنَّهَا مُصْبِحِينَ﴾ قال: «كانت الجنة لشيخ، وكان يتصدَّق، فكان بنوه ينهونه عن الصدقة، وكان يمسك قوت سنته، وينفق ويتصدَّق بالفضل؛ فلما مات أبوهم غدوا عليها فقالوا: ﴿لا يَدْخُلَنَّهَا الْيَوْمَ عَلَيْكُمْ مِسْكِينٌ﴾، وذُكر أن أصحاب الجنة كانوا أهل كتاب.»[3]

### تسلسل القصة من الايات القرآنية
- إذا اقسموا ليصرمنهما مصبحين: أول نقطة في قصة أصحاب الجنة انهم أقسموا ليصرمونها مصبحين ولا يستثنون، اجتمعوا وتشاوروا وتحاوروا ثم قرروا واقسموا ليصرمنها مصبحين.
- ولا يستثنون: قيل ولا يستثنون نصيب الفقراء وقيل ولا يستثنون حتى كلمة إن شاء الله فلم يقولوها.
- فطاف عليها طائف من ربك: الطائف قيل ضريب وقيل صقيع موجة صقيع في دقائق وقيل نار أحرقت الجنة، لأن النية السيئة بينها وبين السلوك علاقة فلما بيت أصحاب الجنة النية السيئة عاقبهم الله فنيتهم بعدم إطعام المسكين أتلف محصولهم كله، فالطائف موجود في كل عصر فطائف التجار قد يسلط الله عليهم حرائق، أما طائف المزارعين فهناك فيضانات ورياح تقتلع الزروع والأشجار وهناك آفات كالذباب والعناكب والحشرات والضريب أو موجة صقيع.
- فأصبحت كالصريم: يقول ابن عباس أي صارت محترقة مثل الليل بينما الثمرة كبيرة تصغر وتنكمش ويتلف داخلها وتذبل أوراقها وتسود كأنها محترقة.[4]
- فتنادوا مصبحين إلى أن قال فانطلقوا وهم يتخافتون: أي يتسارون بالحديث ألا يدخلنها اليوم عليكم مسكين، العقوبة حصلت لهم بالليل بعدما بيتوا النية السيئة ثم بين الله لنا هنا كيف خرجوا من بيوتهم وهم مصرين على منع الفقراء وكيف كانوا يتناجون ويتسارون بالحديث حتى لا يشعر بهم الفقراء.
- وغدوا على حرد: أي غدوا على منع للفقراء قادرين.
- فلما رأوها قالوا إنا لضالون: أي تائهون.
- كذلك العذاب: هذه الكلمة كذلك العذاب يدور محور القصة عليها، لما كانت الخسارة كبيرة كانت سببًا في عودتهم إلى الله وكانت سببًا في توبتهم وندمهم ومحاسبتهم لأنفسهم وفي إقبالهم وندمهم.[5]